# Cedillo de la Torre
Cedillo de la Torre é um município da Espanha na província de Segóvia, comunidade autónoma de Castela e Leão, de área 23,47 km² com população de 109 habitantes (2007) e densidade populacional de 4,60 hab/km².

## Demografia
| Variação demográfica do município entre 1991 e 2004 | Variação demográfica do município entre 1991 e 2004 | Variação demográfica do município entre 1991 e 2004 | Variação demográfica do município entre 1991 e 2004 |
| --------------------------------------------------- | --------------------------------------------------- | --------------------------------------------------- | --------------------------------------------------- |
| 1991                                                | 1996                                                | 2001                                                | 2004                                                |
| 164                                                 | 139                                                 | 123                                                 | 108                                                 |